# Ron Murphy
Robert Ronald „Ron“ Murphy (* 10. April 1933 in Hamilton, Ontario; † 6. März 2014 in Ontario) war ein kanadischer Eishockeyspieler und -trainer, der im Verlauf seiner aktiven Karriere zwischen 1950 und 1970 unter anderem 942 Spiele für die New York Rangers, Chicago Black Hawks, Detroit Red Wings und Boston Bruins in der National Hockey League auf der Position des linken Flügelstürmers bestritten hat. Sowohl mit den Chicago Black Hawks im Jahr 1961 als auch den Boston Bruins im Jahr 1970 gewann Murphy den Stanley Cup.

## Karriere
Murphy verbrachte seine Juniorenzeit zwischen 1950 und 1953 bei den Guelph Biltmores in der Ontario Hockey Association. Dort etablierte sich der Stürmer als profitabler Scorer und war maßgeblich am Gewinn des Memorial Cups im Jahr 1952 beteiligt. Dazu steuerte er in zwölf Spielen 20 Scorerpunkte bei. Bereits in der Saison 1951/52 hatte Murphy sein Debüt im Profibereich im Trikot der Cincinnati Mohawks aus der American Hockey League gegeben, verbrachte aber noch bis zum Ende der Saison 1952/53 im Juniorenbereich in Guelph.
Nachdem er bereits im Vorjahr von den New York Rangers aus der National Hockey League kontaktiert worden war, ließ sich der Kanadier im Verlauf der Spielzeit 1952/53 von den Rangers verpflichten und verbrachte die folgenden vier Spielzeiten dort. Unterbrochen war diese Zeit lediglich in der Saison 1953/54, als er vom Management zu den Saskatoon Quakers in die Western Hockey League abgestellt wurde, nachdem er sich eine Auseinandersetzung mit Bernie Geoffrion von den Canadiens de Montréal geliefert hatte, bei der ihm Geoffrion den Kiefer gebrochen hatte. Bei den Rangers füllte Murphy unterdessen eine ausgewogenere Rolle als noch im Juniorenbereich aus. Dabei waren seine Scorerqualitäten weniger gefragt und er konzentrierte sich stattdessen mehr auf das Defensivspiel.
Im Juni 1957 endete Murphys Zeit bei den New York Rangers und er wurde im Tausch für Hank Ciesla an die Chicago Black Hawks abgegeben. Dort ging der Angreifer die folgenden sieben Spielzeiten aufs Eis und feierte mit dem Team am Ende der Stanley-Cup-Playoffs 1961 den Gewinn des Stanley Cups – den ersten seit 1938. Von Chicago wechselte Murphy im Juni 1964 gemeinsam mit Autry Erickson im Tausch für Art Stratton, John Miszuk und Ian Cushenan zu den Detroit Red Wings. Bei den Red Wings verblieb Murphy allerdings nur gut eineinhalb Jahre, da er bereits im Februar 1966 zusammen mit Bill Lesuk und Gary Doak sowie Steve Atkinson nach dem Ende des Spieljahres an die Boston Bruins abgegeben wurde. Diese erhielten im Gegenzug Dean Prentice und Leo Boivin.
Murphys Anfangsjahre in Boston waren durch zahlreiche Verletzungen geprägt, sodass er zwischen 1966 und 1968 nur 51 von möglichen 144 Partien bestritt und mit dem Gedanken spielte, zurückzutreten. Dennoch kehrte der Angreifer in der Saison 1968/69 gestärkt zurück und absolvierte an der Seite von Ken Hodge und Phil Esposito mit 54 Punkten das erfolgreichste Spieljahr seiner bis dato 17-jährigen NHL-Karriere. Nach dem folgenden Spieljahr, in dem er lediglich 20 Spiele bestritt und an deren Ende die Bruins den Stanley Cup gewannen, beendete Murphy im Alter von 37 Jahren seine aktive Karriere.
Unmittelbar nach seinem Karriereende schlug Murphy eine kurzlebige Trainerkarriere ein, als er im Verlauf der Saison 1970/71 den Cheftrainerposten der Kitchener Rangers aus der Ontario Hockey League übernahm. Das Engagement endete aber bereits am Ende der folgenden Spielzeit. Anschließend betrieb er ein Hotel. Murphy verstarb im März 2014 wenige Wochen vor seinem 81. Geburtstag.

## Erfolge und Auszeichnungen
- 1952 Memorial-Cup-Gewinn mit den Guelph Biltmores
- 1961 Stanley-Cup-Gewinn mit den Chicago Black Hawks
- 1961 Teilnahme am NHL All-Star Game
- 1970 Stanley-Cup-Gewinn mit den Boston Bruins

## Karrierestatistik
(Legende zur Spielerstatistik: Sp oder GP = absolvierte Spiele; T oder G = erzielte Tore; V oder A = erzielte Assists; Pkt oder Pts = erzielte Scorerpunkte; SM oder PIM = erhaltene Strafminuten; +/− = Plus/Minus-Bilanz; PP = erzielte Überzahltore; SH = erzielte Unterzahltore; GW = erzielte Siegtore; 1 Play-downs/Relegation; Kursiv: Statistik nicht vollständig)